# Yaya Meledje
Yaya Djedjan Meledje Omnibes (San-Pédro, 25 settembre 1997) è un calciatore ivoriano, centrocampista dello Yamoussoukro.

## Carriera

### Club
Il 21 gennaio 2018 viene acquistato a titolo definitivo dalla squadra bulgara del Septemvri Sofia.